# 마리오 델 모나코
마리오 델 모나코(Mario Del Monaco, 1915년 7월 27일, 피렌체 ~ 1982년 10월 16일, Mestre)는 이탈리아 오페라 가수로 20세기 가장 큰 성량을 지닌 테너 가수 중 하나이다.

## 생애
델 모나코는 피렌체의 음악적 배경을 둔 중상류 가정에서 태어났다. 소년시절 델 모나코는 바이올린을 배웠지만 그는 노래부르는 것에 큰 관심을 보였다. 그는 Pesaro에 있는 로시니 음악원을 졸업하고, 거기서 레나타 테발디를 처음으로 만나서 같이 노래부르게 되었다. 지휘자 라파엘리는 그의 재능을 알아보고 델 모나코가 가수로서의 경력을 시작하도록 도와주었다. 리나 필리피니와 1941년에 결혼했다.
델 모나코는 1940년 12월 31일의 밀라노 푸치니 극장에서 핑커튼 역할로 데뷔로 가수로서의 경력을 시작해, 1975년에 은퇴하였다. 그는 베르디의 오텔로역으로 유명하였고, 1950년에 처음으로 시작하여, 계속해서 그가 무대에 서는 기간 동안 정제하였다. 델 모나코가 그 오페라를 놀랍게도 427번이나 공연했다고 한다. 그러나 Elisabetta Romagnolo가 출간한 책, "Mario Del Monaco, Monumentum aere perennius, Azzali 2002"에 따르면 그는 오텔로로는 218회의 공연을 했다고 한다. 은퇴 후 델 모나코는 그의 오텔로 의상을 땅에 묻었다. 그는 베르디와 푸치니의 오페라 일련의 작품들을 데카 레코드에서 테발디와 함께 녹음하였다.
그는 완벽한 그만의 표현력과 밀라노의 놋쇠 황소처럼 울리는 목소리과 함께 준수한 용모와 힘이 넘치며 자연스러운 연기력을 지닌 가수였다.